# Santa Cruz da Graciosa (freguesia)
Santa Cruz da Graciosa es una freguesia portuguesa perteneciente al municipio de Santa Cruz da Graciosa, situado en la Isla Graciosa, Región Autónoma de Azores. Posee un área de 15,98 km² y una población total de 1 838 habitantes (2001). La densidad poblacional asciende a 115,0 hab/km².
- Datos: Q616092
- Multimedia: Santa Cruz (Santa Cruz da Graciosa) / Q616092

1. ↑  Worldpostalcodes.org,código postal n.º 9880-378.